# Massacre de la Salle de Bronze
Le massacre de la Salle de Bronze (birman : ကြေးနန်းလူသတ်ပွဲ) est un massacre royal survenu en 1878 au palais de Mandalay situé à Mandalay, dirigé par Hsinbyumashin (en), qui marque un changement dans l'histoire de la dynastie Konbaung,,.
Le massacre qui tue plus de 40 princes et princesses est mené par Hsinbyumashin, reine consort en chef, alors que le roi Mindon Min est malade. Après le massacre, Thibaw Min et Supayalat succèdent au trône.

## Nom
À l'intérieur du palais de Mandalay se trouve une salle appelée Salle de Bronze (Kyéa Nan, ကြေးနန်း), construite sans raison, et où les princes et princesses sont tués, donnant son nom au massacre de la Salle de Bronze. La salle est désormais classée zone interdite, et personne n'est autorisé à y entrer, sauf ceux qui souhaitent étudier. Certains visiteurs affirment que la salle est hantée par ceux qui ont été tué.

## Contexte
Kanaung Mintha, le frère cadet de Mindon Min, est assassiné par le prince Myingun (en) en 1866 pour obtenir son titre de prince héritier. Depuis, Mindon Min n'accorde plus ce titre à personne, car il pense que ceux qui convoitent le pouvoir tueront quiconque le détient. Mindon Min voit sa santé se détérioré en 1877, un an avant le massacre, et risque de bientôt mourir, la famille royale veut donc savoir qui sera le prochain roi.

## Massacre

### Début

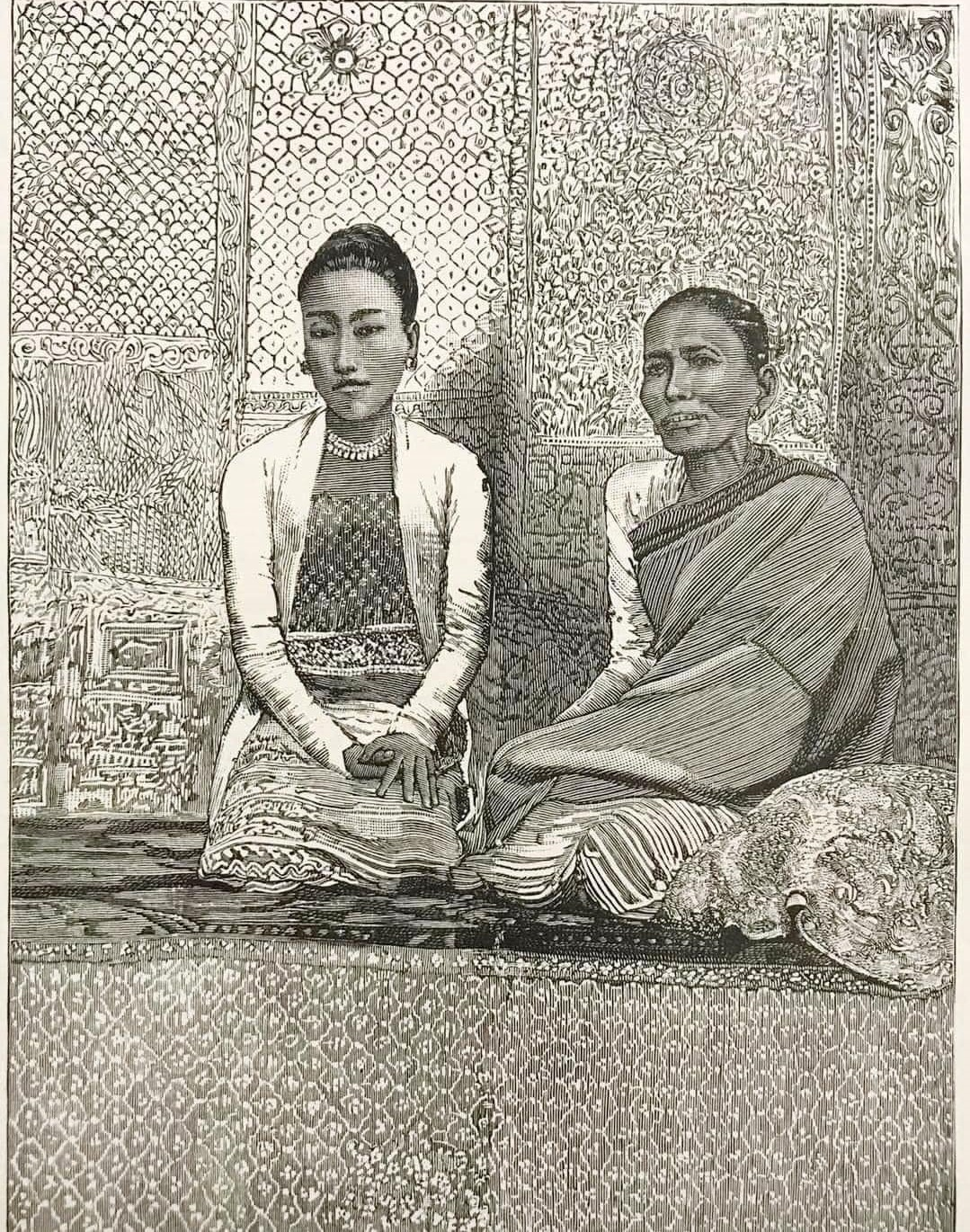
Hsinbyumashin avec sa fille aînée, Supayagyi, qui est la sœur de Supayalat, à Rangoun.

Hsinbyumashin enferme Mindon Min, malade, dans un dortoir privé, strictement surveillé et soigné par des médecins. À cette époque, elle règne sur tout le pays sous le nom de son mari. Selon la constitution royale de l'époque, les femmes ne sont pas autorisées à devenir monarques. Ses trois enfants étant des filles, elle complote avec le Premier ministre, Kinwun Mingyi U Kaung (en), pour couronner le prince Thibaw (futur Thibaw Min), amoureux de sa cadette Supayalat, comme successeur au trône,.

### Déclaration et arrestations
En janvier 1878, Hsinbyumashin fait venir tous les membres de la famille impériale au palais de Mandalay, sans armes, pour rencontrer Mindon Min. En février, la famille royale se rend au palais comme prévu. Alors qu'ils attendent de voir le roi, un groupe armé mené par l'époux de la danseuse de Mandalay Thabin (en), Ma Htwe Lay (en), arrive et les emmène dans la Salle de Bronze.

### Meurtre dans le hall
Le groupe de tueurs à gages massacre les membres de la famille royale du 13 au 19 février. Ils tuent plus de 40 membres de la famille royale à coups de bâtons de bambou (certains sont tués à l'épée), jusqu'à ce que Mindon Min remarque leurs méfaits grâce au rapport de la mère de Thibaw Min, Lonshay Mipaya (လောင်းရှည်မိဖုရား), de l'une de ses épouses et d'autres membres de la famille royale.

## Conséquences

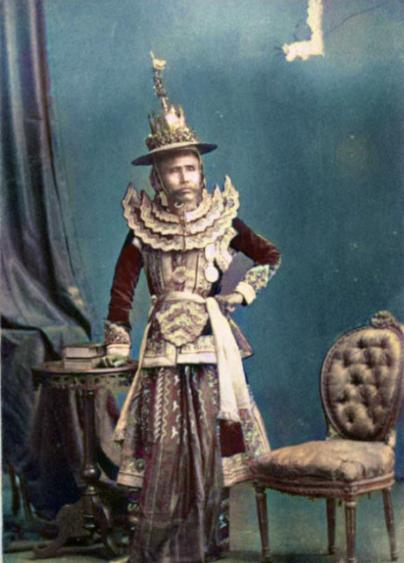
Kinwun Mingyi U Kaung dans son uniforme militaire traditionnel birman.

Mindon Min décède le 28 octobre 1878 au palais de Mandalay. Comme Hsinbyumashin l'a prévu, sa fille, Supayalat, devient reine consort en épousant Thibaw Min. Comme Thibaw Min ne s'intéresse qu'au bouddhisme, Hsinbyumashin contrôle facilement le pays jusqu'à l'arrivée des britanniques en Birmanie. Cependant, le plan de Kinwun Mingyi U Kaung visant à transformer le régime de la monarchie absolue en monarchie constitutionnelle échoue.